# Plainfield (Nou Hampshire)
Plainfield és una població dels Estats Units a l'estat de Nou Hampshire. Segons el cens del 2000 tenia 2.241 habitants.

## Demografia
Segons el cens del 2000, Plainfield tenia 2.241 habitants, 844 habitatges, i 663 famílies. La densitat de població era de 16,6 habitants per km².
Dels 844 habitatges en un 37,6% hi vivien nens de menys de 18 anys, en un 68% hi vivien parelles casades, en un 7% dones solteres, i en un 21,4% no eren unitats familiars. En el 16,2% dels habitatges hi vivien persones soles el 5,3% de les quals corresponia a persones de 65 anys o més que vivien soles. El nombre mitjà de persones vivint en cada habitatge era de 2,66 i el nombre mitjà de persones que vivien en cada família era de 2,98.
Per edats la població es repartia de la següent manera: un 25,4% tenia menys de 18 anys, un 5% entre 18 i 24, un 30,5% entre 25 i 44, un 29% de 45 a 60 i un 10,2% 65 anys o més.
L'edat mediana era de 40 anys. Per cada 100 dones de 18 o més anys hi havia 99,3 homes.
La renda mediana per habitatge era de 57.083$ i la renda mediana per família de 61.205$. Els homes tenien una renda mediana de 36.968$ mentre que les dones 29.491$. La renda per capita de la població era de 26.062$. Entorn de l'1,8% de les famílies i el 2,8% de la població estaven per davall del llindar de pobresa.